# سد وادي عفال
سد وادي عفال هو أحد السدود المهمة في مركز البدع بمنطقة تبوك شمال المملكة العربية السعودية.

## نبذة
يعتبر سد وادي عفال أحد أكبر السدود الترابية المغلفة بالخرسانة من حيث السعة التي تصل إلى 1،552،800 متر مكعب وبطول 401 متر و ارتفاعه 12 متر.

## أهداف إنشاء السد
تم إنشاء السد بهدف تخفيف حدة الفيضانات و حفظ الأرواح والممتلكات و تخزين المياه لصرفها وفق متطلبات الزراعة والري.

## تكاليف السد الإجمالية
تمت إقامة سد وادي عفال من ضمن مشروع أعلن عام 2009 م شامل تنفيذ 11 سد وقد كان منها سد عفال حيث بلغت التكلفة الإجمالية للمشروع حوالي 100 مليون ريال.

## وصلات خارجية
- الموقع الرسمي لوزارة المياه والكهرباء السعودية